# لويس كان

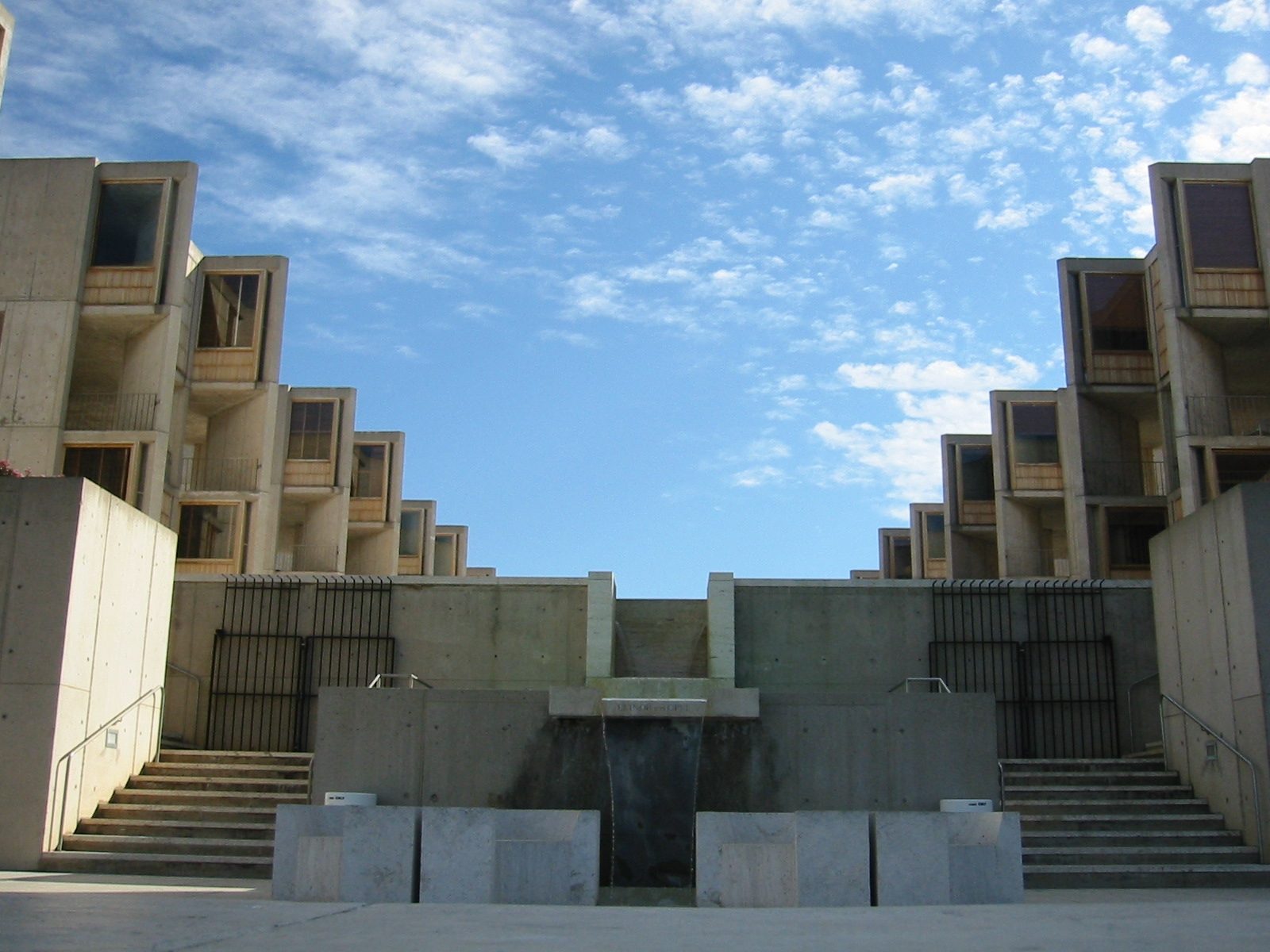
إحدى أعمال لويس كان.

لويس ايسادور كان (بالإنجليزية: Louis Isadore Kahn) مهندس معماري أمريكي من مواليد 20 شباط 1901 أو 1902 وتوفي في 17 آذار 1974 في الولايات المتحدة الأميركية، بعد أن عمل في عدة شركات، ابتكر أسلوبًا معماريا يتسم بالضخامة والتجانس، وقام بتأسيس استوديو التصميم الخاص به في عام 1935 . عمل أيضا كناقد وأستاذ معماري في جامعة ييل من عام 1947 إلى 1957. ومن عام 1957 وحتى وفاته كان أستاذاً للهندسة المعمارية في كلية التصميم بجامعة بنسلفانيا.
كان من أكثر المهندسين المعماريين تأثيرًا في القرن العشرين. حصل على جائزة المعهد الأمريكي للمهندسين المعماريين الذهبية وجائزة الميدالية الذهبية الملكية للهندسة المعمارية

## حياته
ولد لويس كان في إستونيا عام 1901، هاجر والده ليوبولد إلى الولايات المتحدة الأمريكية عام 1904، ثم سافرت والدته مع لويس واخوته إلى هناك عام 1906. ترعرع كان في فيلادليفا، عام 1915 تحصل على الجنسية الأمريكية، درس بين عامي 1920 إلى غاية 1924 الهندسة المعمارية في جامعة ببنسيلفانيا. قام بجولة أوروبية من بينها كاركاسون في فرنسا. عمل لويس في مكتب لباول كريت الذي كان آنذاك أحد المعماريين المعروفين، بعدها سافر مرة أخرى إلى أوروبا. عام 1930 تزوج مع إستر فرغينيا إسرائيل ورزق منها بعد عشر سنوات بطفلة.

### أعماله
في عام 1965، تم تكليف لويس كان بتصميم مكتبة وقاعة الطعام لأكاديمية فيليبس إكستر (Phillips Exeter Academy) وهذه المكتبة هي واحدة من أهم التصاميم التي قام بها لويس كان.
النتائج التي حققها المهندس المعماري في مشاريع بناء الحرم الجامعي الجديدة الحالية مثل تلك الموجودة في جامعة ييل، وجامعة بنسلفانيا، وبرين ماور كوليج، بالإضافة إلى مقترحاته في الابنية الجامعة رايس ومدارس الفنون الجميلة جعلته واحدة من أكثر المهندسين المعماريين البارزين والمطلوبين لهذا النوع من الابنية.
تطلب برنامج المكتبة استيعاب 250.000 مجلد من المجموعة العامة والمجلات المتخصصة والكتب النادرة وغرف الندوات وأماكن العمل لـ 400 طالب وشدد على أنه "بعيدًا عن كونها مجرد مستودع للكتب والمجلات، فإن المكتبة الحديثة تصبح مختبر للبحث والتجريب، ملجأ هادئ للدراسة والقراءة والتأمل، المركز الفكري للمجتمع.

## روابط خارجية
- لويس كان على موقع الموسوعة البريطانية (الإنجليزية)
- لويس كان على موقع مونزينجر (الألمانية)
- لويس كان على موقع إن إن دي بي (الإنجليزية)